# Investigador

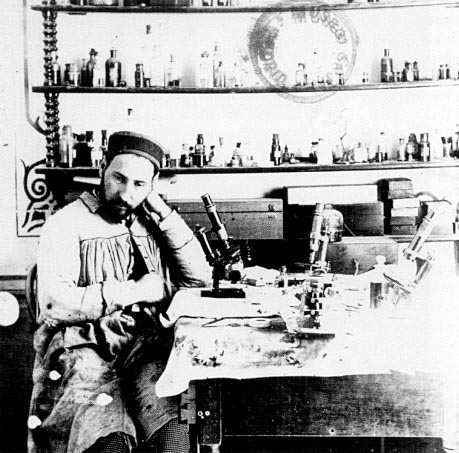
El investigador Santiago Ramón y Cajal en su laboratorio de Valencia

Un investigador (del latín investigātor, a su vez derivado de vestīgium: «huella» o «resto») es alguien que lleva a cabo, es decir, que lleva adelante un proyecto orientado a la búsqueda de conocimiento y al esclarecimiento de hechos y de relaciones. Los investigadores pueden trabajar en el ámbito académico-docente, industrial, o gubernamental, o también en instituciones privadas (con o sin fines de lucro), y en lo básico se dedican de lleno a la investigación científica.
Es difícil identificar o delimitar con claridad la profesión de investigador o su perfil, ya que las áreas de investigación son diversas e implican diferencias significativas en la práctica de la actividad. En un principio, la investigación no se consideraba una verdadera profesión u ocupación, sino que era un simple calificativo o mero adjetivo.
El Manual Frascati publicado por la OCDE, proporciona una definición del investigador o investigadora, que refleja la diversidad de situaciones: « Especialista involucrado en la concepción o creación de nuevos conocimientos, productos, procesos, métodos, y sistemas, y/o encargado de la gestión de los proyectos en cuestión ».
Por extensión, el concepto también abarca la investigación policial, o sea, el esclarecimiento de hechos, de circunstancias, de motivos, y el establecimiento de responsabilidades; y en este caso, la persona que lleva adelante la investigación suele llamarse detective o investigador privado.

## Historia

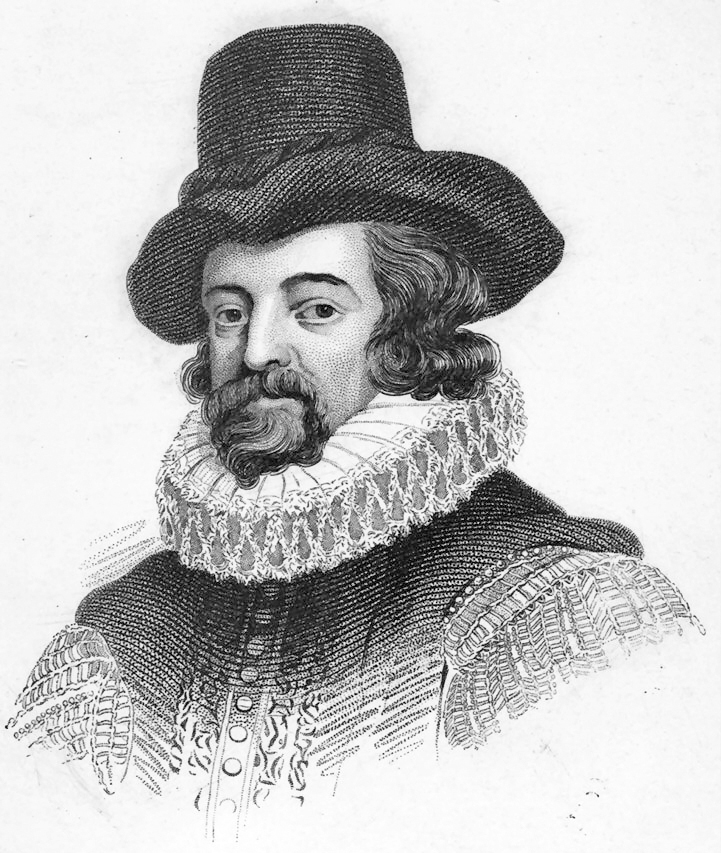
Francis Bacon

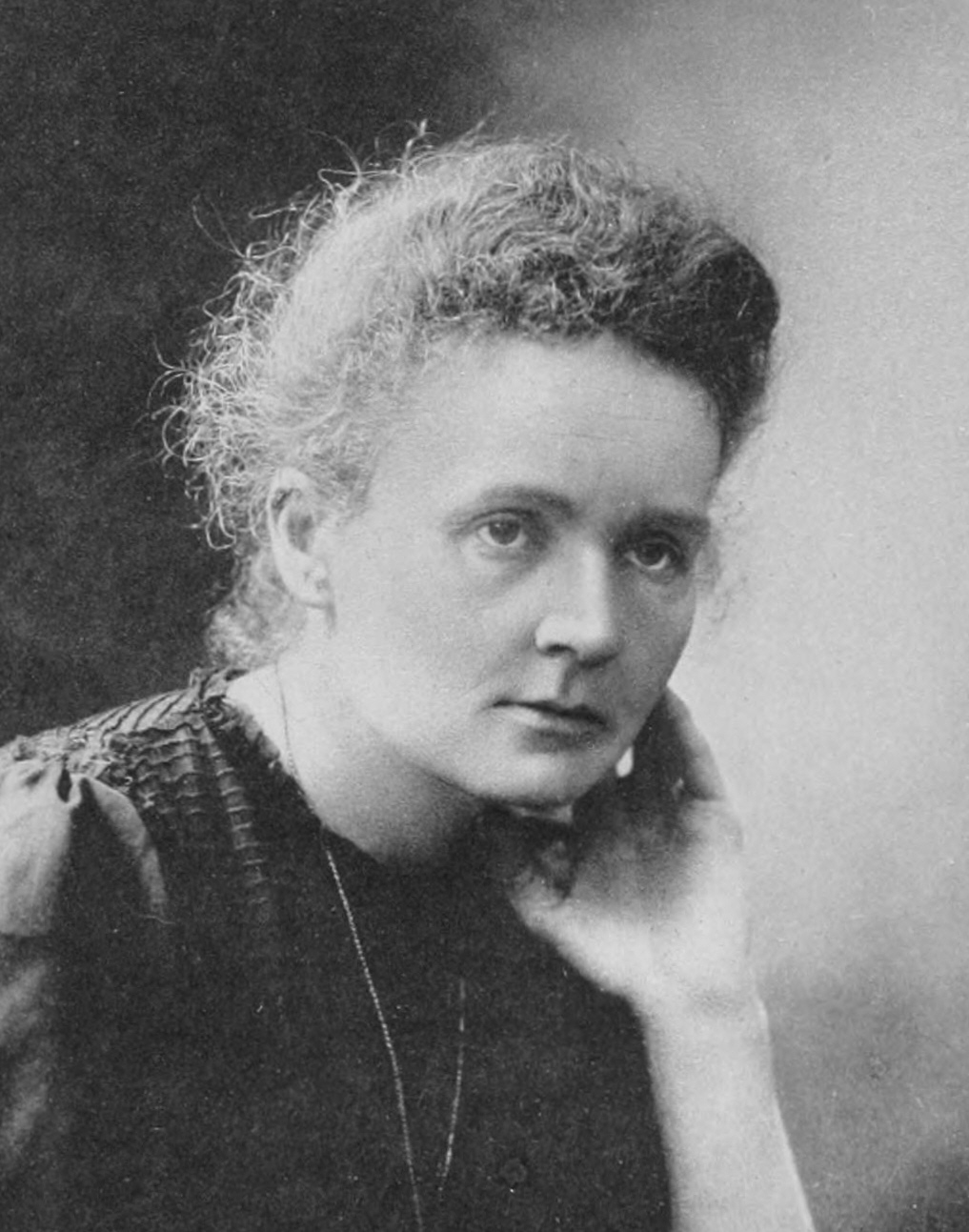
Marie Curie, investigadora del

La aparición del oficio específico de investigador, se inscribe en el marco de la especialización de tareas en el seno de la sociedad. Primitivamente, los inventos y los conocimientos principalmente fueron el resultado de experimentos por ensayo y error, a nivel cotidiano y a lo largo y ancho del mundo.
Con Francis Bacon en el siglo XVII, Occidente comienza a tomar conciencia del interés económico y político de la investigación organizada y sistematizada.
La fundación de Academias de Ciencias muestra el interés creciente de los Estados por el trabajo de los investigadores, proporcionando un marco de intercambios así como cierto reconocimiento social.
La evolución de la jerarquía social de los investigadores, es indisoluble de la evolución de la naturaleza misma del trabajo de investigación, y tiene como resultado la elaboración progresiva del método científico a partir de la revolución copernicana.
Los trabajos específicos de investigación científica, financiados por el propio Estado o por empresas privadas, surgen sin embargo algo más tarde, en el siglo XIX, y se desarrollan con fuerza en el siglo XX. En siglos anteriores, la investigación científica era una actividad anexa a una profesión principal, por ejemplo, anexa a la actividad del educador o del ingeniero.

## Instituciones de investigación
Instituciones científicas o de investigación son las instituciones dedicadas a la ciencia y la investigación científica. Están muy vinculadas a las instituciones educativas y a los ámbitos político y económico. Aunque es habitual identificarlas con las ciencias físico-naturales.